# الفرع العميق للعصب العجاني
الفرع العميق للعصب العجاني (بالإنجليزية: Deep branch of the perineal nerve)‏ هو عصب يتَفرعُ من العصب العجاني، ويتوزع إلى عضلات العِجان.
العصب الظهراني للقضيب في الذكور والعصب الظهراني للبظر في الإناث، هي الفروع النهائية للعصب الفرجي.

## روابط خارجية
- صور تشريحية:41:10-0101 في مركز داونستيت الطبي التابع لجامعة نيويورك - "The Female Perineum: The Perineal Nerve"
- تشريح دارتموث figures/chapter_32/32-3.HTM